# Bryson d'Achaïe
Pour les articles homonymes, voir Bryson.
Bryson d'Achaïe était un philosophe mégarique contemporain d'Euclide de Mégare. Il fut contemporain de Thrasymaque et semble aussi avoir été l'ami de Polyxène.

## Notice biographique
Ce dialecticien fut maître de philosophes célèbres comme Cratès le cynique et Théodore l'Athée. Athénée l'accuse d'être à l'affût du gain pour dispenser ses leçons.

## Ses œuvres
L’historien Théopompe de Chios mentionne des Entretiens écrits par Bryson qu'aurait plagiés Platon. Aristote semble bien faire référence à des thèses précises de ce dialecticien, ce qui plaide pour des écrits doctrinaux de ce mégarique.